# 18649 Fabrega
18649 Fabrega este un asteroid din centura principală de asteroizi.

## Descriere
18649 Fabrega este un asteroid din centura principală de asteroizi. A fost descoperit pe 24 martie 1998 la Caussols, în cadrul proiectului ODAS. Asteroidul prezintă o orbită caracterizată de o semiaxă mare de 2,78 ua, o excentricitate de 0,14 și o înclinație de 8,7° în raport cu ecliptica.